# Tibrón
Tibrón (en griego Θίβρων, Thíbrôn, que significa «caliente, ardiente») fue un mercenario espartano del siglo IV a. C.
Tibrón fue uno de los mercenarios reclutados por Hárpalo, el tesorero huido de Alejandro Magno, hacia 325 a. C. Tras la fuga de Hárpalo de Atenas a Creta, y su asesinato se adueñó de una parte del tesoro malversado por el tesorero.

## Marco histórico
De la historia de Esparta en el periodo siguiente a la muerte de Agis III apenas hay información. La ciudad laconia permaneció al margen de la Guerra Lamiaca (verano de 323- otoño de 322 a. C. debido a los contingentes arcadios y beocios presentes en la alianza que se enfrentó a los potencia macedonia y a que el Reino de Macedonia tenía rehenes espartiatas. De hecho, Esparta no emprendió ninguna acción militar en Grecia hasta la muerte de Casandro de Macedonia (279 a. C.). Si, en cambio, permanecía activa en la Magna Grecia, organizada con las colonias dorias (Heraclea Minoa y otras) y lacedemonias (Tarento): desde el año 346 a. C., con la ayuda de dichas polis (ciudades), mantenía su poder naval en el Mar Mediterráneo. 

## La expedición de Tibrón
Tres historiadores hablan de dicha expedición (verano de 324–invierno de 322 a. C./321 a. C.: Diodoro Sículo, Flavio Arriano y Marco Juniano Justino.
La presencia macedonia (en Corinto, Argos, Megalópolis y Olimpia) imposibilitaba a Esparta actuar en el Peloponeso, pero podía actuar en el sur y en el Occidente griego, es decir, con territorios con los que si retomaba relaciones, le daban la posibilidad de seguir existiendo como potencia militar. La ocasión se presentó cuando Hárpalo, antiguo tesorero de Alejandro Magno que había huido con una parte del tesoro (5000 talentos), buscaba tropas para reclutar para partir con él fuera de Asia Menor. Enroló 6000 mercenarios de varias procedencias: de Creta, del Occidente griego, de Cirenaica y de Cartago. Es de suponer que entabló contactos con los lacedemonios y completó su ejército de mercenarios, porque en Creta sumaba 7000 efectivos, un millar aportados por Tibrón. Al poco tiempo de llegar a Creta, Hárpalo fue asesinado por uno de sus amigos, dejando sus tropas sin jefe. Según Arriano ya había muerto cuando llegó Tibrón a Cidonia, ciudad de Creta. La versión de Arriano confirma las versiones de Quinto Curcio Rufo y de Pausanias, y entra en contradicción con la de Diodoro. Tibrón llegó con los mercenarios que había reclutado en el Cabo Ténaro, se puso al frente de las tropas, y las condujo a Cirenaica, en el verano de 323 a. C. Se desconoce si debido a un acuerdo preexistente entre Hárpalo y Esparta, Tibrón fue enviado a Creta, o si solamente venía de conducir un contingente de mercenarios y habría aprovechado las circunstancias.
Fue llamado poco después por los exiliados de Cirene para restablecerlos en su ciudad según el edicto promulgado por Alejandro Magno poco antes de su muerte. A estos y a los exiliados de Barca que había en Creta, Esparta no los podía apoyar oficialmente con una expedición, por ello intentaba conseguir un grupo de dirigentes cireneos que la reconociera como una aliada hegemónica. Tibrón, se ignora si con el beneplácito de Esparta o no, abandonó Creta con una tropa de unos 6000 hombres y desembarcó en Cirenaica. Se apoderó del puerto, que fue saqueado, puso asedio a Cirene, batió a los cireneos y les hizo concluir un pacto, cuyos términos eran que debían pagarle 500 talentos de plata y participar con la mitad de sus carros en sus campañas. Envió embajadores a otras ciudades para firmar un tratado bilateral para conquistar la vecina Libia. Sólo obtuvo 60 talentos de los 500 acordados. Pensando que dominaba la situación se puso al frente de una alianza protectora de los intereses de los griegos de Cirenaica. Las ciudades de Barca y Hespérides se unieron a la coalición. Pero fue traicionado: los cireneos, aconsejados por Mnasicles, un oficial cretense de Tibrón, recuperaron Apolonia de Cirene (el puerto de Cirene), y el espartano perdió su flota, aunque pudo conquistar Taquira, pero prohibió saquearla. (323-322 a. C.) Consiguió que le enviaran 2500 mercenarios desde el cabo Ténaro, lo que probaría que sí existía un acuerdo con las autoridades espartanas. Reemprendió la guerra. Con la ayuda de los libios y los cartagineses, los cireneos alinearon 30.000 soldados. Tibrón derrotó de nuevo a los habitantes de Cirene y comenzó el asedio de la ciudad. Cirene, hambrienta, fue presa de disturbios políticos. Los demócratas expulsaron a los aristócratas que se refugiaron, algunos con Tibrón, pero la mayoría con el nuevo sátrapa de Egipto, Ptolomeo, que decidió intervenir. Algunos demócratas de Cirene se dieron cuenta del peligro que entrañaba el que fuera demasiado tarde para regular las relaciones entre los griegos y Ofelas, el representante de Ptolomeo. De hecho, así fue, aunque cambiaran de opinión y se entendieran con Tibrón, Ofelas, bien equipado en hombres, intervino y batió a Tibrón, que huyó hacia el oeste, pero fue capturado por los libios, conducido a Taquira, torturado, transportado a Apolonia de Cirene, y crucificado (invierno de 322/321 a. C.)